# Arkivschema
Arkivschema eller förteckningsplan är en form av redovisning av arkivbestånd.
I Sverige introducerades det Allmänna arkivschemat 1903, och skapades av riksarkivarien Emil Hildebrand.  
För vissa typer av arkiv används andra scheman, t.ex. Kyrkoarkivens förteckningsplan, som kom 1884. Kyrkoarkiven förtecknas enligt denna förteckningsplan intill 1999-12-31. Efter separationen mellan kyrka och stat används från och med 2000-01-01 det svenska allmänna arkivschemat.
Allmänna arkivschemat är alltså den ordning som arkivförteckningarna med sina serier är nedskriven med.
Under seklet som gått har man vid olika tidpunkter tillfört nya rubriker i schemat, oftast som ett resultat av att nya materialtyper funnit sin väg in i arkiven. Särskilda rubriker för mikrofilm, ljudupptagningar och liknande visade sig inte vara hållbara lösningar. 
Arkivlagen (1991) formar den senaste versionen av schemat. 
Arkivschemats ursprung i den statliga sektorn vid förra sekelskiftet har under seklets gång gjort det mer och mer svårarbetat. Så har till exempel grupperna K och L ifrågasatts.
Det svenska Riksarkivet har beslutat att statliga myndigheter ska gå över till verksamhetsbaserad arkivredovisning, (RA-FS 2008:4), vilken trädde i kraft den 1 januari 2009.

## Allmänna arkivschemat - huvudavdelningar
- A.   	Protokoll
- B.   	Arkivexemplar av utgående handlingar
- C.   	Diarier
- D.   	Register och liggare
- E.   	Inkomna handlingar
- F.   	Handlingar ordnade efter ämne
- G.   	Räkenskaper
- H.     Statistik
- J.	Ritningar och Kartor
- K.   	Fotografier
- L.     Trycksaker
- Ö.   	Övriga handlingar

I Sverige betecknas huvudgruppernas underavdelningar med siffror, exempel:
- A1:1 Årsmötesprotokoll, volym 1
- A2:2 Styrelsemötesprotokoll, volym 2

## Finländska arkivschemat - huvudavdelningar
- A. Diarier
- B. Förteckningar
- C. Protokoll
- D. Kopior
- E. Inkomna handlingar
- F. Korrespondens
- G. Räkenskapshandlingar
- H. Handlingar arkiverade enligt innehåll
- Ö. Övriga handlingar (alternativt huvudgrupp U)

I Finland betecknas huvudgruppernas underavdelningar med bokstäver, exempel:
- Ca:1 Årsmötesprotokoll, volym 1
- Cb:2 Styrelsemötesprotokoll, volym 2

## Norska arkivschemat (Norsk allment arkivskjema) - huvudavdelningar
- A. Møtebøker, referatprotokoller, forhandlingsprotokoller o.l.
- B. Kopibøker
- C. Journaler og andre overgripende registre
- D. Saks- (sv. ärende) og korrespondansearkiv ordnet etter organets hovedsystem
- E. Saks- og korrespondansearkiv ordnet etter eventuelle andre (sideordnede) system
- F.- O. Seriekodene er reservert til bruk for spesialserier innenfor hver enkelt arkivskapers fagområde
- P. Personalforvaltning
- Q. Eiendomsforvaltning
- R. Regnskap
- S. Statistikk
- T. Kart og tegninger
- U. Foto, film og lydopptak
- V. EDB og mikrofilm
- W. Gjenstander (stempler, modeller, faner)
- X. Egenproduserte trykksaker (ett eks. inkl. klisjéer)
- Y. Andre utskilte arkivdeler, diverse
- Z. Referansemateriell (arkivlister, instrukser, avisklipp etc.)

I Norge betecknas huvudgruppernas underavdelningar med bokstäver, exempel:
- Aa:1 Årsmötesprotokoll, volym 1
- Ab:2 Styrelsemötesprotokoll, volym 2